# Psiconautas, los niños olvidados
Psiconautas, los niños olvidados és una pel·lícula d'animació gallega del 2015, dirigida per Alberto Vázquez Rico i Pedro Rivero. És una adaptació de la novel·la gràfica Psiconautas, del propi Alberto Vázquez. Va guanyar el Goya a la millor pel·lícula d'animació del 2016 i va ser preseleccionat per als Oscars.

## Argument
Birdboy i Dinki són dos adolescents que han decidit fugir d'una illa inundada per una catàstrofe ecològica: Birdboy aïllant-se del món, Dinki emprenent un viatge arriscat amb l'esperança que Birdboy l'acompanyarà.

## Producció
És una coproducció entre la gallega ZircoZine, de Luis Tosar i Farruco Castromán, i la basca Basque Films. Es tracta de la segona adaptació da novel·la d'Alberto Vázquez Rico, després del curtmetratge Birdboy, que també va guanyar un Goya i va ser preseleccionat per als Oscars.
Tot i ser projectada en diversos festivals des del 2015, no es va estrenar als cinemes fins al 2017.

## Recepció i premis
La pel·lícula fou ben rebuda per la crítica i va obtenir premis des de la seva estrena al Festival Internacional de Cinema de Sant Sebastià, en què va guanyar el premi Lurra, presentat per Greenpeace. Quan la pel·lícula es va estrenar als cinemes, ja havia guanyat nombrosos premis com el Goya a la millor pel·lícula d'animació, el premis Platino a la millor pel·lícula d'animació o els premis a la millor pel·lícula d'animació dels festivals de Stuttgart i Sofia. També va ser preseleccionat per als Oscars.
L'èxit crític no va anar acompanyat d'un èxit de públic i la pel·lícula va acabar el 2017 amb una recaptació acumulada en cinemes espanyols de 15.912 € i 2.883 espectadors. No obstant això, fora d'Espanya la pel·lícula va obtenir una recaptació aproximadament sis vegades més gran.

### Llista de premis
- Goya a la millor pel·lícula d'animació de 2016.
- Premi Platino a la millor pel·lícula d'animació de 2017.
- Millor llargmetratge d'animació del Festival de Stuttgart de 2016.
- Millor llargmetratge d'animació del Festival de Sofia de 2016.
- Millor llargmetratge al Anilogue International Animation Festival de Budapest el 2016.
- Premi del públic al Festival Internacional de Cinema Fantàstic de Lund al 2016.
- Millor llargmetratge i millor llargmetratge conceptual al Reanimania d'Erevan.
- Millor llargmetratge als Expotoons de Buenos Aires de 2016.
- Premi del públic i premi al millor llargmetratge al Festival de Cinema TOHORROR a Torí el 2016.
- Millor llargmetratge al Festival Internacional de Cinema de terror MACABRO a Monterrey a 2016.
- Millor llargmetratge internacional d'animació al Festival Internacional de Cinema de Monterrey el 2016.
- Millor llargmetratge d'animació al Festival de cinema imaginari a Conversano (Itàlia) el 2016.
- Millor llargmetratge d'animació al Festival Internacional de Cinema de Fantasia de Mont-real 2016.
- Premi del públic al Festival Internacional de Cinema Animator a Poznań el 2016.
- Millor llargmetratge d'animació al Festival Internacional de Cinema d'Animació Golden Kuker-Sofia a Sofia el 2016.
- Millor llargmetratge d'animació al Festival de cinema d'Animació de Stuttgart el 2016.
- Premi Lurra al Festival Internacional de Cinema de Sant Sebastià el 2016.